# Wang Mengjie
Dans ce nom chinois, le nom de famille, Wang, précède le nom personnel.
Pour les articles homonymes, voir Wang (patronyme).
Wang Mengjie, née le 14 novembre 1995 à Jinan, est une joueuse chinoise de volley-ball.

## Biographie
Wang Mengjie joue en club pour Shandong en 2015.
Elle est sélectionnée en 2017 dans l'équipe nationale féminine chinoise de volleyball pour le Grand Prix mondial de volleyball à Macao. La dernière partie de la compétition s'est déroulée à Nanjing en Chine où la Chine termine quatrième.